# Nationalpark Lore Lindu
Der Nationalpark Lore Lindu ist ein etwa 250.000 Hektar großer Nationalpark in Sulawesi Tengah, Indonesien, und eines der Biosphärenreservate der UNESCO. Die beste Besuchszeit für den Park ist zwischen Juli und September.
Der abgelegene Park weist reiche Flora und Fauna auf, darunter Hornvögel, Tonkean-Makaken, Koboldmakis und zahlreiche Schmetterlingsarten. Hier leben noch indigene Stämme. Bei „Gintu“ und „Doda“ stehen Megalithen. Der höchste Berg im Park ist der Gunung Tokasa mit 2508 m. Im Park befindet sich auch der 3150 Hektar große See Danau Lindu.

## Geschichte des Parks
Das Kerngebiet Kalamanta wurde 1973 zum Wildschutzgebiet erklärt und 1977 als Biosphärenreservat in das Programm „Mensch und Biosphäre“ der UNESCO aufgenommen. 1978 wurde auch das Gebiet um den Lindu-See zum Wildschutzgebiet, und 1981 entstand aus der Vereinigung der beiden Schutzgebiete das Schutzgebiet Lore Lindu. Im nächsten Jahr erhielt das Schutzgebiet von der indonesischen Regierung den Status eines Nationalparks. Die offizielle Eröffnung fand im Jahr 1993 statt.
Der Park und seine Pufferzone wurden vom Forschungszentrum STORMA (Stability of the Rainforest Margin in Indonesia) untersucht, das von 2000 bis 2009 in indonesisch-deutscher Zusammenarbeit betrieben wurde. Auf indonesischer Seite standen das Institut Pertanian Bogor (Bogor, Java) und die Universitas Tadulako (Palu, Sulawesi); auf deutscher Seite die Georg-August-Universität Göttingen und die Universität Kassel.

## Watu

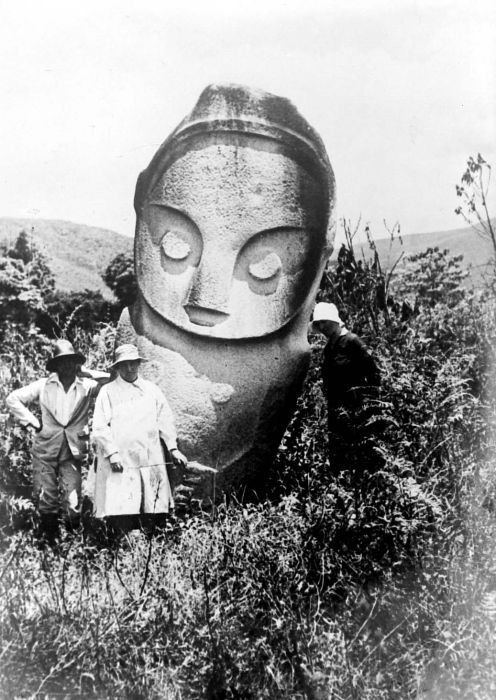
Europäische Expedition vor dem Palindo, um 1937

Die ersten Hinweise auf Megalithen im Gebiet des heutigen Nationalparks stammen bereits von 1889. Zwischen 1917 und 1922 wurden die Täler Bada, Besoa und Napu erstmals archäologisch inventarisiert. Im Tal Bada wurden 14 menschenähnliche Statuen gefunden. In der lokalen Sprache der Bada, werden die Statuen Watu genannt, Stein. Neben den offensichtlichen Unterschieden unterscheiden Fachleute die Variationen in der Gestaltung der Brustwarzen der einzelnen Statuen. Basierend auf archäologischen Untersuchungen sind die Megalithen 3000 v. Chr. entstanden, der jüngste um 1300 v. Chr.

### Ausgewählte Watu
Die größte Statue ist „Palindo“ oder „Watu Molindo“, mit 4,5 m Höhe. Die Vorderseite des Steins ist bearbeitet, die Rückseite unbehauen. Die Bearbeitungen sind in einem flachen Relief gestaltet. Ein Drittel der Vorderseite nimmt ein Kreis ein, der das Gesicht umschreibt. Die Figur scheint eine Art Krone zu tragen. Die Hände halten einen erigierten Penis. Legenden berichten, dass die Stärke des Bada Stammes von dieser Statue herrührt. Sie wurde vermeintlich von 1.800 Menschen an ihren Platz transportiert.
Die Statue „Maturu“ stand ursprünglich aufrecht, liegt nun jedoch auf dem Rücken, woher sie ihren Beinamen „Der Schläfer“ hat. Sie hat eine Länge von 3,5 m. Ihr Gesicht ist etwas länglicher gearbeitet. Die Hände hält sie oberhalb eines Phallus zusammen.
Beinahe menschliche Größe hat die Statue von Loga. Ihr Gesicht unterscheidet sich von anderen Watus durch schief stehende Augen und eine breitere, definiertere Nase. Diese Statue blickt auf eine frühere Siedlung.
Im Verbund der Täler findet sich eine einzige Statue einer Frau. Sie ist durch angedeutete Brüste zu erkennen. Gemeinsam mit einem Mann, der einen Dolch über seinem Phallus hält, steht sie in der Nähe des Ortes Pokekea.
Außergewöhnlich ist die nur einen Meter hohe Figur „Watu Oba“, der „Affen Stein“. Die gedrungene Figur erinnert mit ihrem breiten Gesicht und der Schädelform an einen Affen, wohingegen die Arme der menschlichen Anatomie folgen. Auch hier treffen sich die Hände bei der Kontur eines Phallus.
Nennenswert ist die Statue „Watu Balao“, die nur aus einem liegenden Kopf besteht. Sie war nie zum Stehen gedacht. Das Relief ist aus einem Ende eines länglichen Steines herausgearbeitet, der Rest des Steines ist unbearbeitet. Am Hinterkopf befinden sich tiefe Linien im Stein, die vielleicht die Haut eines Tieres darstellen sollen.
Der Megalith mit dem Namen „Tadulako“, liegt ganz in der Nähe des Dorfes Doda. Einer Legende nach war diese Statue einmal ein Mensch, ein vertrauenswürdiger Dorfbeschützer. Doch eines Tages stahl er Reis, woraufhin er zu Granit erstarrte. Seitdem ist er dazu verdammt, auf jene Dorfbewohner zu blicken, die er verraten hat. Nach lokalen Angaben ist diese Statue älter, als Megalithen in Mexiko.

### Kalamba
In der Nähe der Statuen sind tonnenförmige Steingefäße zu finden, bekannt als Kalamba. Manche haben einen steinernen Deckel, genannt Tutu’na. Ihr Allgemeinzustand ist in dieser Region sehr schlecht.
Einige Kalamba sind außen mit Gesichtern verzieht, ähnlich denen der Statuen. Auf einigen Deckeln kauern herausgearbeitete Figuren. Ausgrabungen haben ergeben, dass die Gefäße als Gemeinschaftsgräber dienten. Grabbeigaben unterstützen diese Ergebnisse. Ein Kalamba bot Platz für mindestens 10 Personen. Vermutlich waren die Kalamba besonders wichtigen Mitgliedern der Gemeinschaft vorbehalten. Eine chronologische Analyse von zweien der Gefäße ergaben einen Entstehungszeitraum von 766–1272 n. Chr.

### Galerie

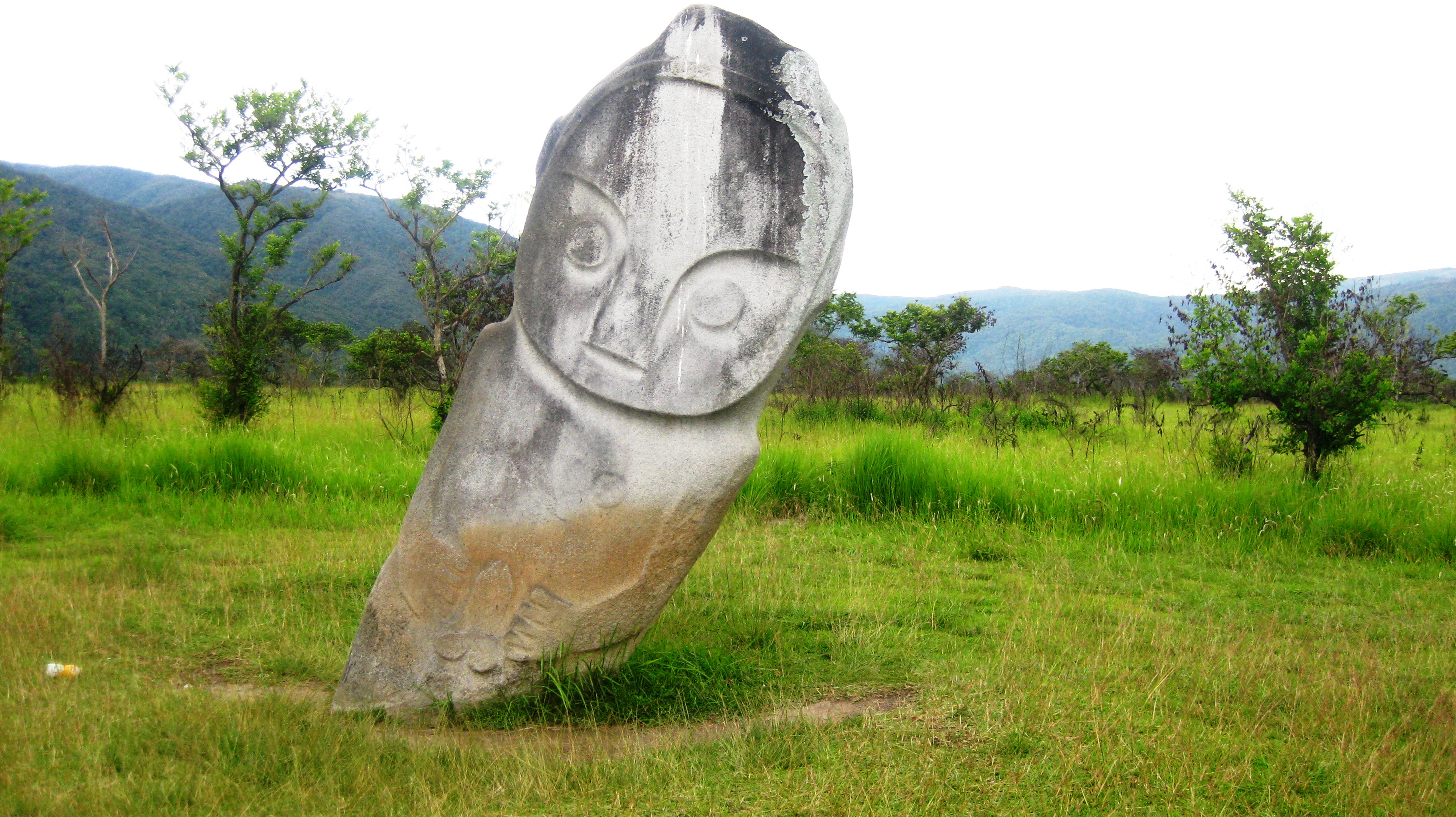
Statue „Palindo“
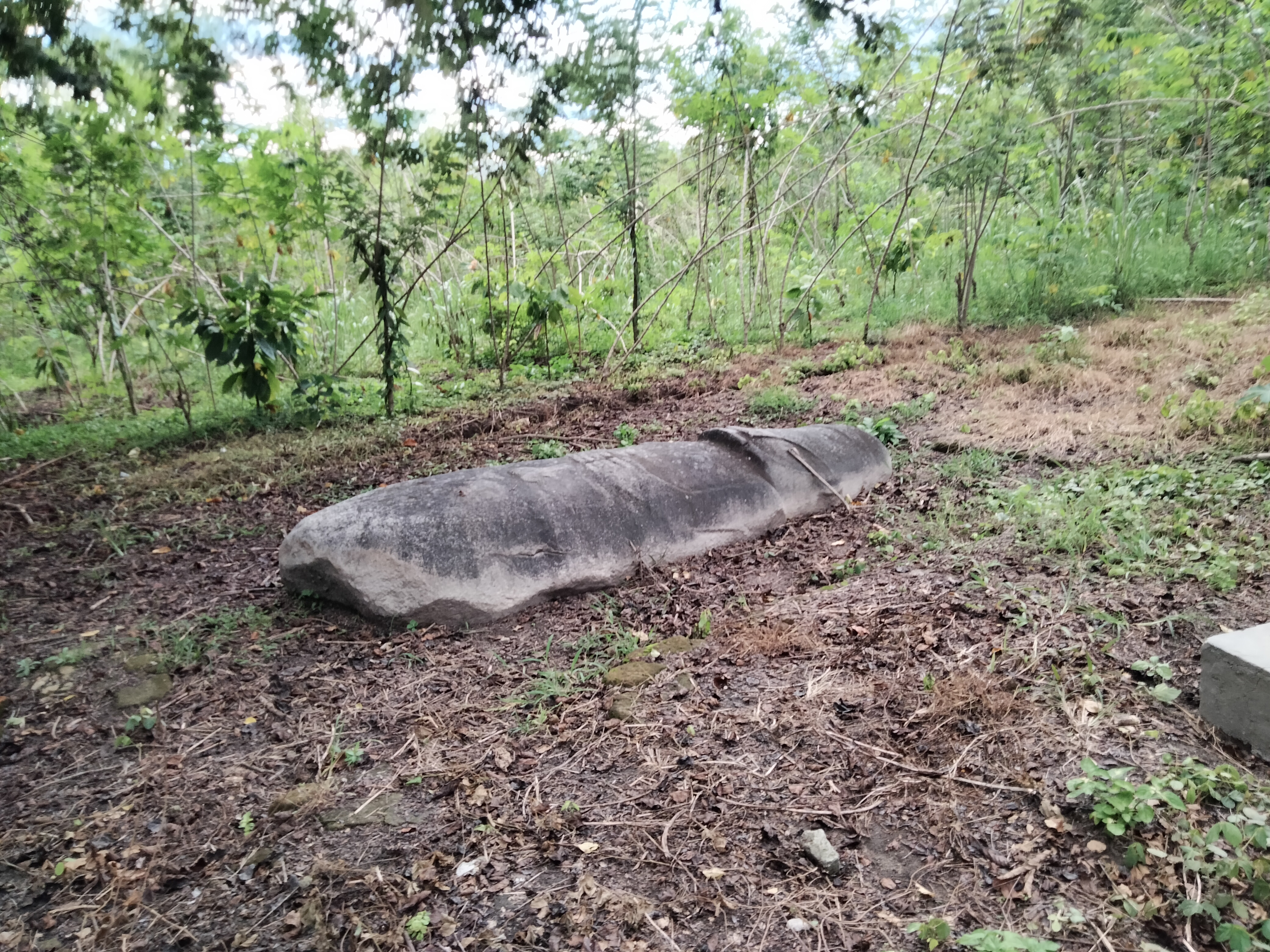
Statue „Der Schläfer“
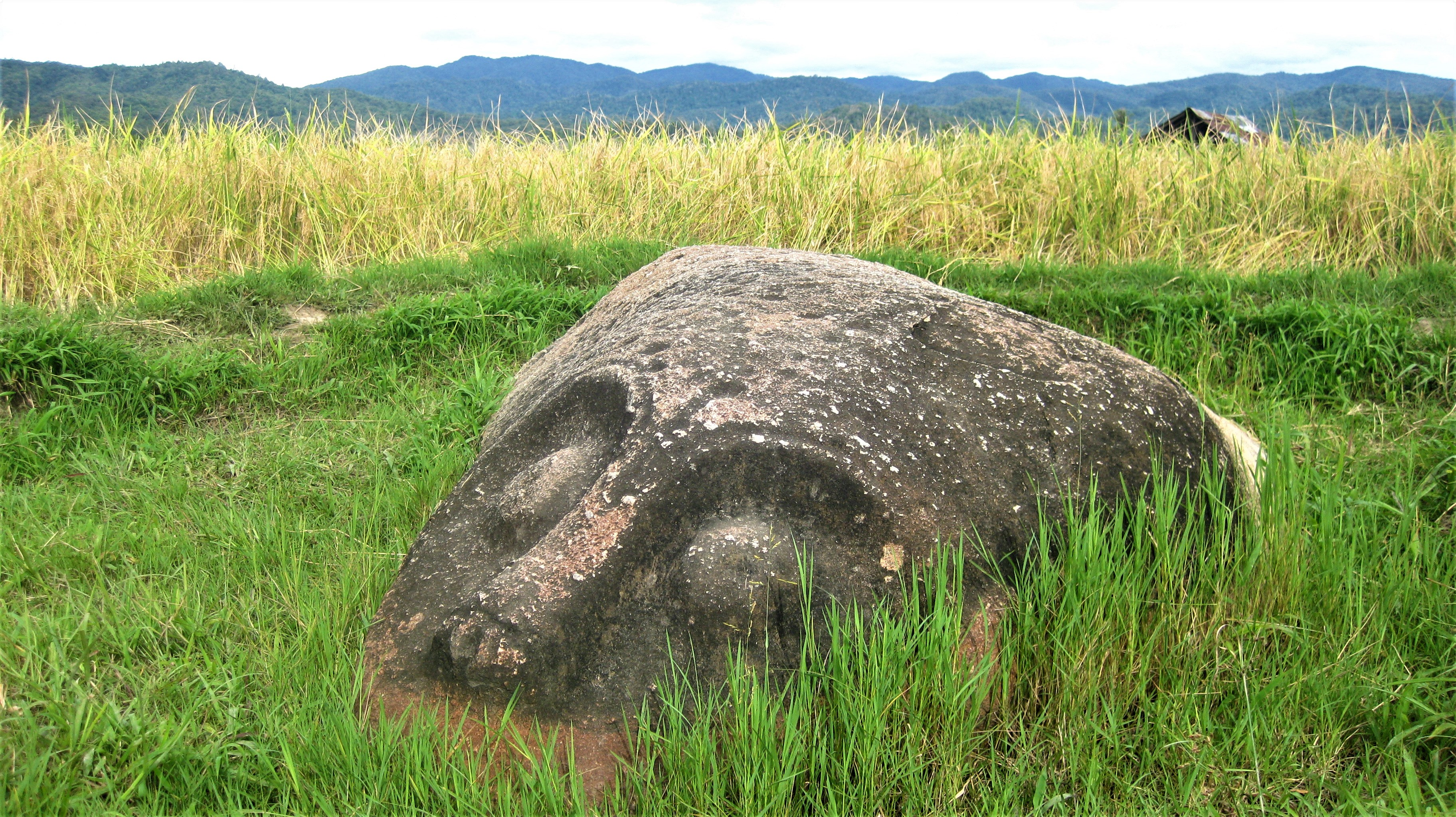
„Watu Balao“, ein liegender Kopf
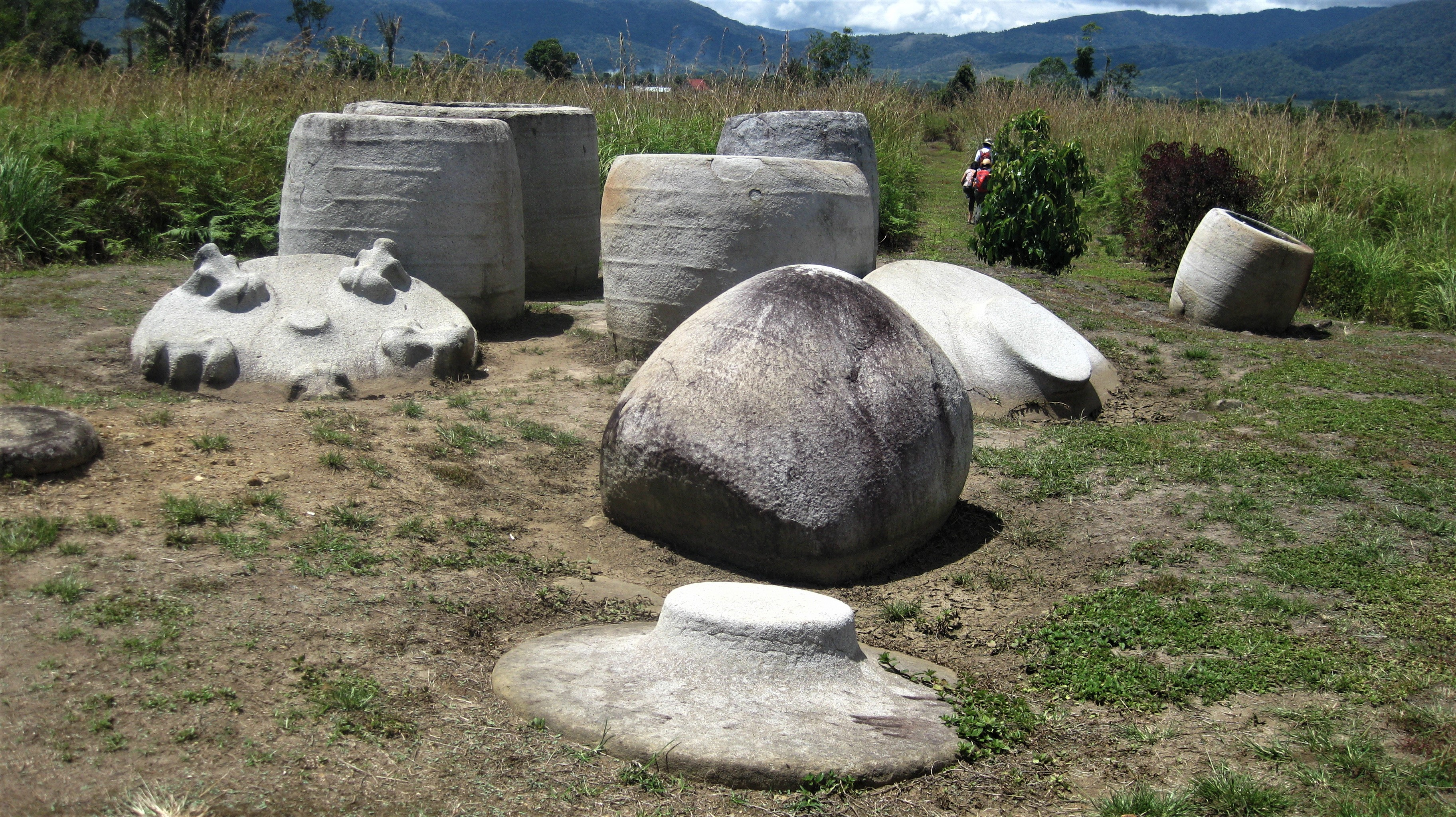
Mehrere Kalamba. Links ein mit kauernden Figuren verzierter Deckel

## Galerie des Nationalparks

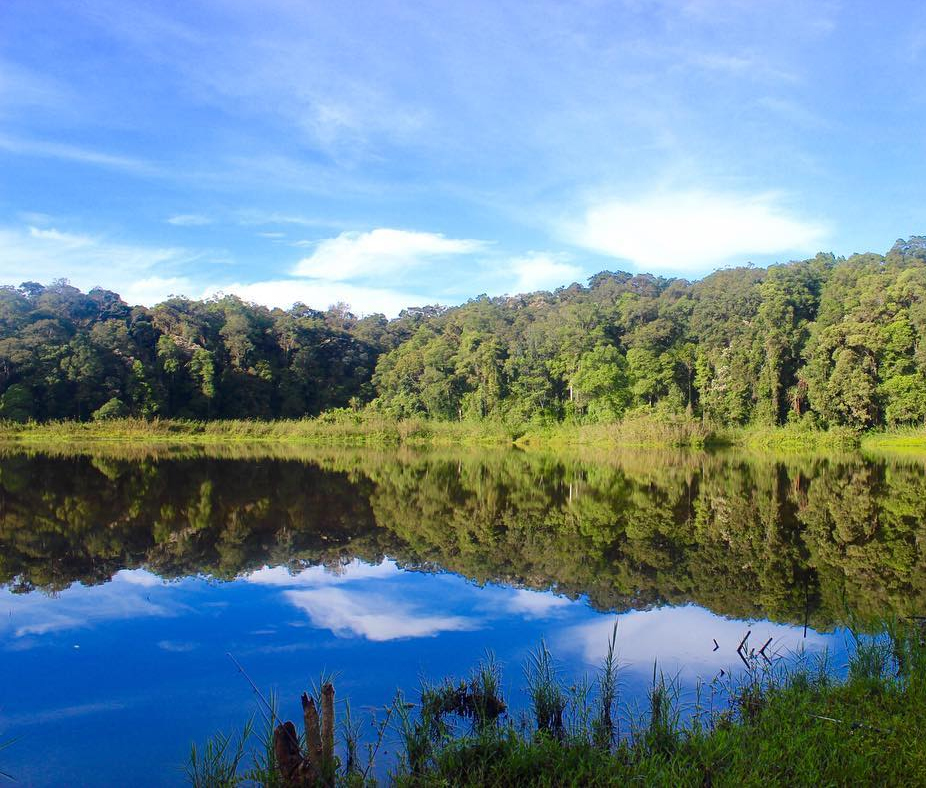
Tambing See
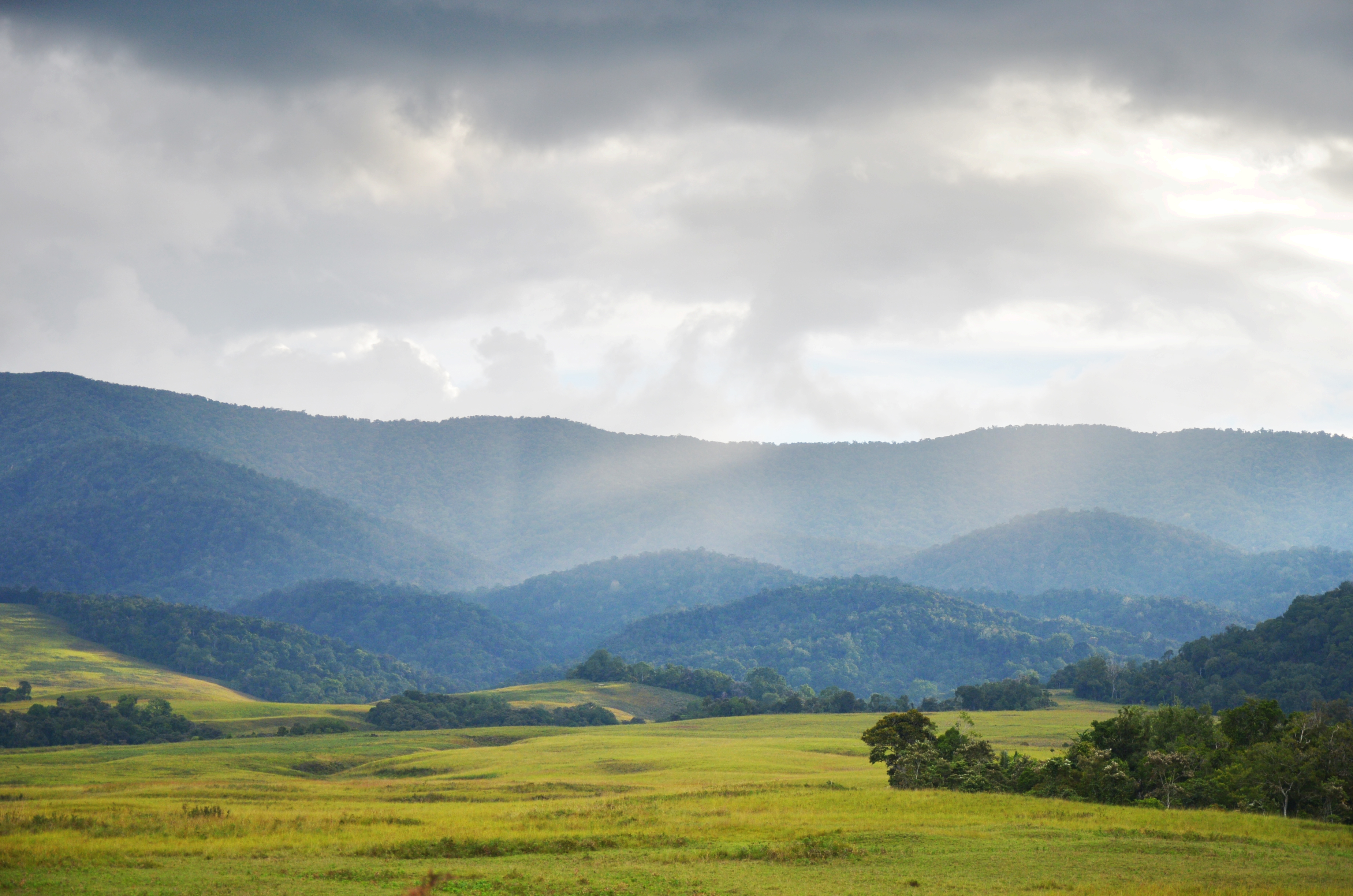
Behoa Tal
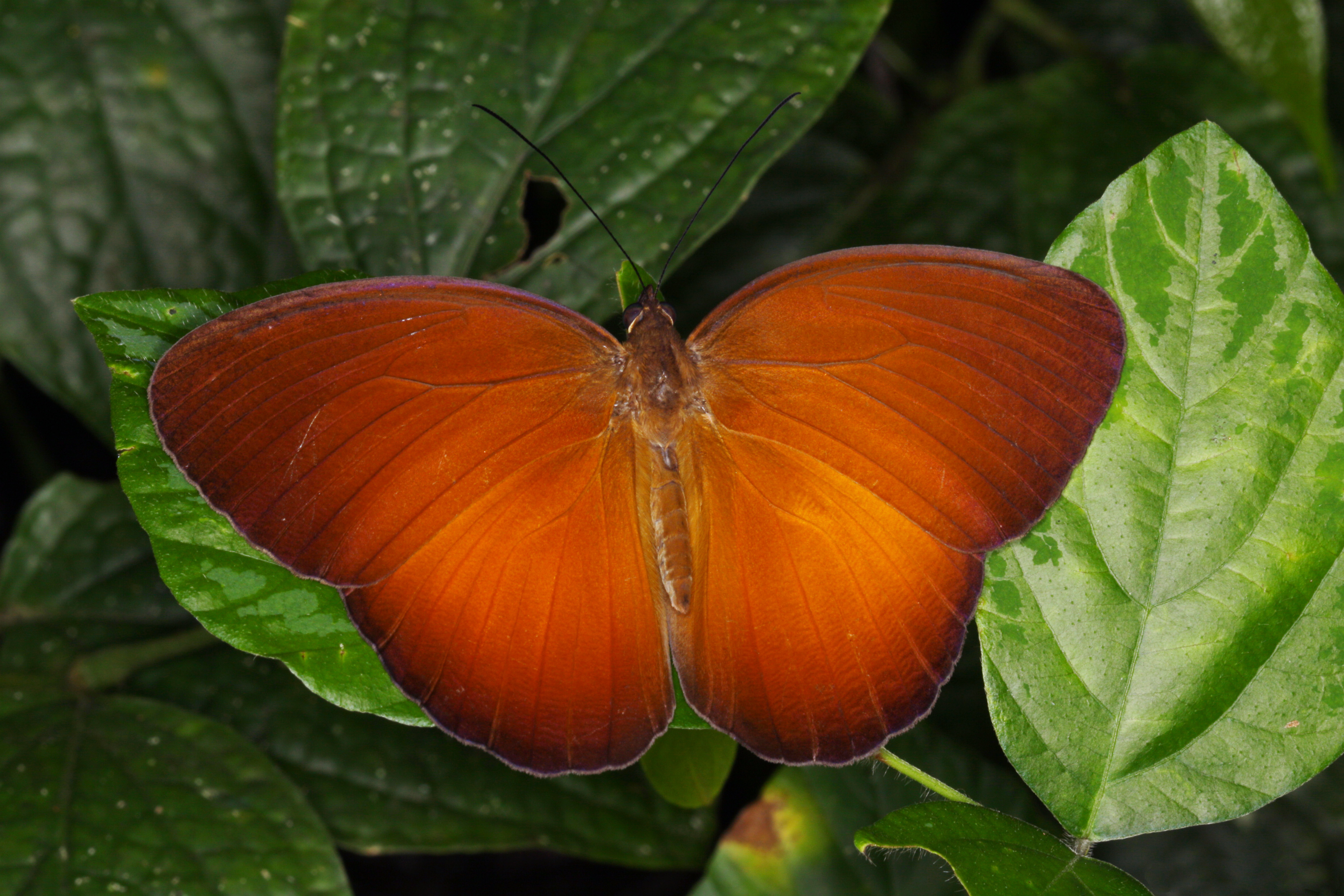
Faunis ist eine Gattung asiatischer Schmetterlinge in der Familie der Edelfalter
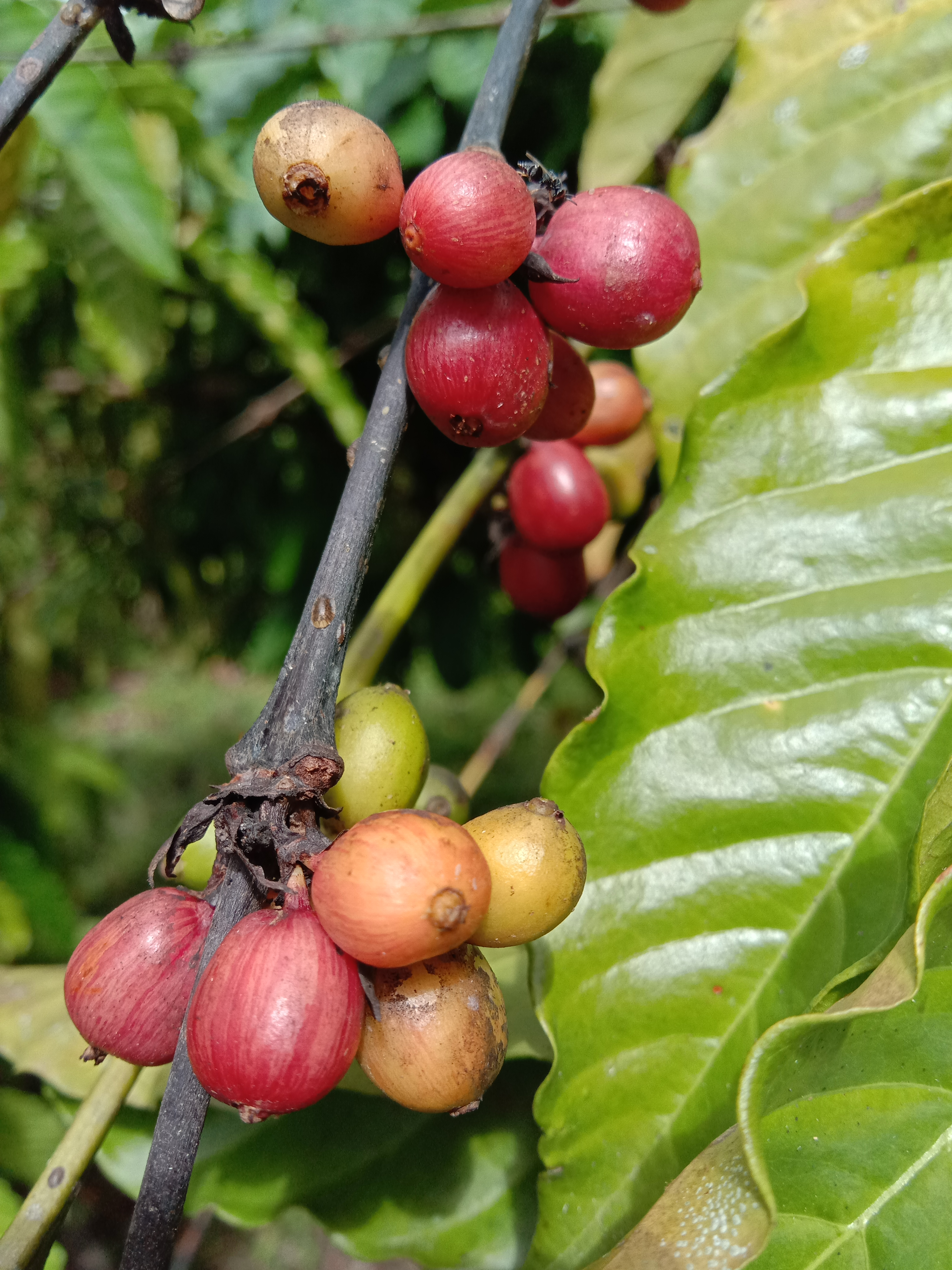
Robusta-Kaffee, Lebensgrundlage für die Gemeinschaften im Wald des Nationalparks